# Кантонски језик
Кантонски језик је кинески језик или дијалект који се говори у провинцијама Гуангдонг и Гуангси, као и на Хонгконгу и Макау. Такође велики број Кинеза у дијаспори говори управо овим кинеским дијалектом, јер су то претежно досељеници из ових места. Разлике између кинеских дијалеката су релативно велике тако да се може говорити и о посебним језицима. Писани језик је за све дијалекте исти, а базиран је на мандаринском говорном стандарду или путонгхуа.
Кантонски језик је заправо назив само за оне међусобно потпуно разумљиве дијалекте који се говоре широм провинција Гуангдонг и Гуангси. Сеијап дијалекти, од којих је тајшански најраспрострањенији (а некад је и међу кинеском дијаспором био најбројнији) међусобно су јако тешко разумљиви са кантонским, иако са њим чине генетско јединство и дијалекатски континуум. Кантонски и сеијапски се заједно класификују као група Јуе унутар кинеске породице језика. Што се тиче Пинг дијалекта, којег кантонски и сеијапски говорници не разумеју, он је несумњиво потекао из исте основе из којег су настали и Јуе дијалекти, али се од њих разликује читавим низом особености да би се могао сматрати посебном дијалекатском групом, а иначе његови говорници пореклом већином нису Хан Кинези, већ синизирани припадници народа Џуанг.

## Особине кантонског језика
За кантонски језик је карактеристично то да има најмањи број гласова од свих осталих кинеских дијалеката, али зато има највећу комбинацију слогова и чак 6 тонова, а према неким класификаторима и 9.
У Гуангдонгу и Гуансију кантонски језик је у кризи због насилног увођења мандаринског дијалекта у јужну Кину. Самим тим, кантонски језик у ове две провинције постоји само као говорни језик, док се већ у писаном облику користи само мандарински стандард.
Међутим, на Хонгконгу, где постоји одређена аутономија, користи се понегде и кантонски колоквијални нестандардни писани језик, који је у употребу увео и неке карактере којих нема у стандардном кинеском језику.
Ипак, таквим начином писања се користи свега 5% медија на Хонгконгу, можда и још мање. Углавном, кантонски је само говорни језик. У свим школама на Хонгконгу, Макау, као и у провинцијама Гуангдонг и Гуангши, ученици уче да пишу мандаринским стандардом, наравно са кантонским изговором кинеских слова. Тако се ствара један неприродан језик који се често користи у музичкој индустрији и у државним институцијама, дакле, мандарински вокабулар и граматика са кантонским изговором. Додуше, понеки музичари попут Сама Хуја користе у својим песмама и колоквијалну кантонску граматику и вокабулар.
Кантонски језик се разликује од мандаринског по неколико карактеристика, а највећа је потпуна неразумљивост, чак већа него између српског и руског језика или енглеског и немачког.

## Особености кантонске фонологије
Постоји више типова латиничне транскрипције кантонског језика, а ми ћемо се овдје слушити Јутпинг методом, која је најраспрострањенија.
Кантонски језик поседује следеће гласове:
Самогласници - a, aa, e, eo, i, o, oe, u, yu
Сугласници - b, c, d, f, g, h, j, k, l, m, n, ng, p, s, t, w, z
Објаснићемо изговор само оних гласова којих нема у српском језику или који се другачије изговарају.
1. АА се чита као дуго А.
2. OE i EO су ознаке за један исти глас, који се различито транскрибује, зависно од окружења. Изговара се као енглеско шва (или као глас који се код нас чује приликом изговарања било којег сугласника појединачно), само што је доња вилица мало више истурена напред.
3. YU се чита као француско Ü, тј. подесимо уста за изговор слова У, а изговоримо И.
4. H се не чита тако тврдо као српско Х, већ више грлено, као у многим градским дијалектима српског језика у Босни.
5. У кантонском језику не постоји опозиција безвучни консонант-звучни консонант, него аспировани консонант-неаспировани консонант. При томе су T,K,P аспировани, док су њихови парњаци D,G,B неаспировани. Аспировани консонанти су безвучни и изговорају се исто као у српском језику, али је разлика то што се након њиховог изговора, изговара истовремено и H (његов изговор је објашњен горе). Неаспировани консонанти се могу читати и као звучни и као безвучни, тј. та опозиција је у кантонском потпуно небитна, за разлику од српског језика. Дакле, D,G,B се могу читати као српски Б, Г, Д или као П, Т, К.
6. C је такође аспировани консонант, који се чита различито зависно од окружења. Испред EO,OE,YU се чита као српско Ћ+кантонско H. Испред осталих вокала чита се као српско Ц+кантонско H. Испред EO,OE,YU, Z се чита као српско Ћ или Ђ, а испред осталих вокала, чита се као српско Ц. Дакле, и ова два гласа у кантонском језику су парови, као и они већ поменути у горњој рубрици.
7. На крају слога, K, P, T се никако не читају аспировано, него као у српском језику, али са слабијом артикулацијом, тј. чим дође до оклузије, артикулација се прекида (нпр. покушајмо изговорити П, али тако да престанемо са артикулацијом чим дође до додира две усне)
8. NG се чита као српско Н испред К или Г, нпр. у речи БАНКА. Само што у српском језику тај глас нема статус посебног фонема, већ алофона гласа Н, док у кантонском, као у енглеском, он има статус посебне фонеме.

У кантонском језику постоје следећи дифтонзи (великим словом ће унутар дифтонга бити обележен онај вокал на којем је нагласак): AAi, AAu, Ei, EOi, Iu, Oi, Ou, Ui.
Као и остали кинески језици, и кантонски језик поседује искључиво једнослоговне морфеме. Мада је број могућих комбинација вокала и консонаната унутар једног слога далеко већи него у стандардном кинеском (мандаринском), ипак је ограничен (док старокинески језик није поседовао никаква ограничења, али зато није имао тонове). Постоје следећи типови кантонског слога (тонови ће бити обележени бројем, јер кантонски језик је тоналан, као и сви други кинески језици, а шире гледано, и као српски језик):
1. Само вокал, нпр. аа3
2. Консонант + вокал, нпр. maa5
3. Консонант + дифтонг, нпр. lau4
4. Само дифтонг, нпр. oi3
5. Консонант + вокал + консонант (и то само M, N, NG, K, P, T), нпр. hyut3
6. Вокал + консонант, нпр. aak1
7. Назални консонант, такви су NG и M, они могу сами за себе творити слог

Кантонски језик има шест тонова. За разлику од српског језика, у којем је битно једино разликовати силазне и узлазне тонове, у кантонском је такође битна и висина тона. Кантонски тонови, за разлику од српских, не разликују се по квантитету, тј. небитно је изговарају ли се дуже или краће (осим ако је самогласник по природи такав да поседује квантитативни контраст, а у кантонском је то једино вокал А). Кантонски вокални систем додуше познаје квантитетску опреку код самогласника А, али то не спада у тонску особеност, већ особеност самог самогласника.
Кантонске тонове бисмо најадекватније могли представити окрњеном музичком лествицом солмизације, где би на дну био ДО, а на врху СОЛ, ако желимо лаику објаснити тонску структуру овог језика.
1. Први тон је силазан и почиње са врха лествице, тј. са ноте СОЛ, да би онда пао ка дну. Еквивалент њему су српски силазни акценти, али изговорени снажно.
2. Други тон је узлазан и креће се од дна према врху лествице, тј. према СОЛ. Еквивалент њему су српски узлазни акценти, али изговорени снажно.
3. Трећи тон је певајући, тј. равномеран, дакле, почиње и завршава се на ноти МИ, без раста или опадања. Српски језик познаје равномерне тонове само у певању (а и сваки други језик), дакле, код равномерних тонова глас се држи на једној ноти.
4. Четврти тон је силазан, али одвија се на много мањој висини него први тон, тј. почиње од ноте МИ, па онда силази до ноте ДО. Приближни еквивалент у српском језику би били силазни тонови кад их изговарамо са слабијим интензитетом (тј. без емотивног набоја)
5. Пети тон је узлазан, али одвија се на много мањој висини него други тон. Он почиње са дна лествице, тј. са ноте ДО, па се пење до ноте МИ. Приближни еквивалент у српском језику би били узлазни тонови кад их изговарамо са слабијим интензитетом (тј. без емотивног набоја)
6. Шести тон је такође равномеран као трећи, али се одвија на самом дну лествице, тј. почиње и завршава на ноти ДО.

## Позајмљенице у кантонском дијалекту
За разлику од мандаринског дијелекта који строго чува свој изворни кинески караткер и страховито брзо мења енглеске позајмљенице у чисте кинеске еквиваленте, дотле се кантонски језик показао као врло слаб на енглеске речи. Од колоквијалних кантонских слова, која не постоје у стандардном кинеском језику, чак око 50 њих су створени искључиво за писање енглеских речи.
Међутим, што се тиче позајмљивања речи које датирају одавно, може се рећи да целокупни кинески језик има одређени број позајмица које су се временом измениле и прилагодиле структури кинеског језика.
Док је северни дијалект-мандарински због суседства са Монголијом, попримио један број монголских позајмица, дотле је кантонски попримио немали број тајландских и џуанг речи.
Сматра се да најмање позајмица из страних језика имају средњи кинески дијалекти, поготово Хак Ка, који се налази на размеђи кантонског и мандаринског.
Највише претензија ка примању енглеских речи показује кантонски дијалект, што није ни чудно, јер је Хонгконг скоро цели век био под британском управом.